# Comando élite (serie de televisión)
Comando Élite es una serie de televisión colombiana producida por Dramax Producciones para RCN Televisión en 2013. Esta protagonizada por Salvador del Solar, Diana Hoyos, Claudio Cataño, Laura Londoño, Julieth Restrepo, Gerardo Calero, Viña Machado, Carolina Acevedo, Santiago Reyes, Juan Sebastián Aragón, Roberto Cano,  
Internacionalmente se exhibió en Estados Unidos por MundoFox y desde el 1 de octubre de 2013 se comenzó a emitir en Colombia por RCN Televisión.

## Sinopsis
Es una serie que narra la valerosa vocación de servicio y el talento humano de policías que logran doblegar a poderosos delincuentes que parecen invencibles. El Coronel Ignacio Saravia, (Salvador del Solar) es el encargado de dirigir este comando, conformado por el más selecto grupo de analistas, hombres jungla y agentes secretos. Al perder a su hijo en un atentado ejecutado por un grupo terrorista, Saravia hará todo lo posible por salvar su matrimonio, mientras tiene que arriesgarlo todo por capturar a los delincuentes más poderosos del país.
Para encontrar a cada uno de estos delincuentes, Saravia cuenta con un equipo especializado de analistas que procesan los datos provenientes de fuentes humanas, medios de comunicación y de los agentes infiltrados. Pero el mayor riesgo lo corren los agentes infiltrados que tienen que separase de sus seres queridos para infiltrarse en campamentos guerrilleros, frentes paramilitares y bandas criminales bajo las fachadas más asombrosas.
La tecnología de punta y la astucia de la policía secreta, en operación coordinada con el Ejército Nacional, convergen en esta serie policiaca para capturar a los más peligrosos criminales de nuestro tiempo.

## Elenco
- Salvador del Solar – Coronel Ignacio Saravia (Ascendido a Brigadier General al finalizar la Serie)
- Claudio Cataño – Teniente David Aguirre
- Diana Hoyos – Teniente Sarah Restrepo
- Julieth Restrepo – Subteniente Mariela Ramírez
- Carolina Acevedo – Capitán Carolina Arciniegas
- Juan Sebastian Aragón – Capitán Luis Carlos Torres
- Angela Vergara – Cristina de Saravia
- Ximena Erazo – Ximena de Torres
- Orlando Valenzuela – Capitán Hugo Espinoza
- Laura Londoño – Paula Saravia
- Santiago Reyes – Patrullero Alexander Cruz
- Guillermo Ortega Delgado – El Hacker
- Viña Machado – Capitán Anabella Morón
- Tommy Vásquez –  Teniente Coronel Arturo Correa
- Gala Botero - Elena .( policía del comando )
- Maria Eugenia Arboleda – Comisario Alicia Vázquez
- Bayardo Ardila .
- Walter Luengas - Abogado del mellizo Héctor Miguel Abadía.
- Elkin Córdoba - Rambo ( Escolta de los mellizos)
- Alejandro Tamayo - Abogado del mellizo Manuel Andrés.
- Santiago Montaña - El Polaco .
- Juan Felipe Suárez "Juancho" - Nicolás Rosas Vázquez "Nico"
- Gerardo Calero – General Cesar Augusto Roca
- Roger Moreno – Patrullero John Jairo Moncada
- Roberto Cano – Mayor Jacobo Fierro
- Carlos Vergara – Capitán Pablo Rosas
- Jorge Soto – Patrullero Melo
- Diego Sarmiento – Patrullero Rojas
- Constanza Gutiérrez - Familiar de la capitán Morón.
- Santiago Soto - Uno de los secuestrados de Martín Sombra
- Tostao – Capitán Edinson
- Vanessa Tamayo - Yuly
- Laura Junco - La India  Escolta de Don Mario
- Laureano Sanchez - Capitán Jaramillo
- Victoria Hernández - Doña Gloria
- Guillermo Gálvez – Coronel Henao
- Ana Soler – Sonia de Henao
- María José Vargas - Valentina Henao  -
- Nataly Torres - Candela.
- Actor negro escolta de Don Mario- Hollywood.
- Vince Balanta Archivado el 8 de octubre de 2020 en Wayback Machine.- Alias Cesar
- Federico Rivera – Zuñiga
- Gilberto Ramírez – Comandante Manuel
- Jorge Herrera – Comandante Miguel
- Inés Prieto – Senaida
- Juan Sebastián Calero –  La Gringa
- Mauricio Navas – Chucky
- Julio Correal- Don Vizo
- Rafael Pedroza – Hombre de confianza de los mellizos
- Jorge Monterrosa - Jose ( Escolta de Cuchillo)
- Nicolás Nocetti – León
- Martha Isabel Bolaños – Viviana "La Valluna"
- Tim Janssen – Robert
- Nataly Umaña – Marcela
- Leo Sosa – El Chocoano
- Andrés Bermúdez – Vacaloca
- Ana María Sánchez – Sansón
- Tatiana Jauregui – Juana
- Matilde Lemaitre – Catherine #1
- Daniela Tapia – Catherine #2
- Liliana Escobar – Marisol
- Esmeralda Pinzón – Yolanda
- Ricardo Mejía – Jeison
- Teo Sierra – Guacamayo
- Luis Miguel Hurtado – Efraín
- Fernando De la Pava – El Profe Pabel Luna
- Alex Rodríguez – Camarada
- Harold De Vasten — Don Bernardo
- Nestor Alfonso Rojas — Álvaro
- Jorge Sánchez — El Cóndor
- Gilfred Arana - Felipe
- Harold Bain - Padre Lorenzo
- Flor Vargas - Abuela del patrullero Moncada
- Hernando Reyes - Miguel Arrieta
- Álvaro Rodríguez — Eli Mejía Mendoza "Martin Sombra"
- Luis Alfredo Velasco — Miguel Ángel Mejía, Víctor Manuel Mejía "Los Mellizos"
- Ricardo Leguízamo — Aicardo Agudelo "El Paisa"
- Juan Carlos Arango — Daniel Rendón Herrera "Don Mario"
- Alejandro Martínez — Ángel Laverde "El Armero"
- Juan Manuel Lenis — Pedro Oliviero Guerrero "Cuchillo"
- Juan Pablo Franco — Jorge Briceño Suárez "El Mono Jojoy"
- Sebastián Mogollón - capitán Rogelis
- Micaela como Sheila alias peste a boca
- Michel González  como  Pedro alias el mujeriego
- Miranda Prez como Dariana alias la gritona
- Dorotea  Negrete como Francisca
- Laura Rodríguez - Camarada Jazmín
- Hernan Peláez - Piragua
- Rodrigo Celis - Ronaldo
- Constanza Gutiérrez - Rosa
- María Nela Sinisterra - Camila

## Objetivos
| Objetivo   | Nombre                                                  | Actor                |
| ---------- | ------------------------------------------------------- | -------------------- |
| Objetivo 1 | Eli Mejía Mendoza'"Martin Sombra"                       | Álvaro Rodríguez     |
| Objetivo 2 | Miguel Ángel Mejía y Victor Manuel Mejía "Los Mellizos" | Luis Alfredo Velasco |
| Objetivo 3 | Aicardo de Jesús Agudelo "El Paisa"                     | Ricardo Leguizamo    |
| Objetivo 4 | Daniel Rendón Herrera "Don Mario"                       | Juan Carlos Arango   |
| Objetivo 5 | Ángel Laverde "El Armero"                               | Alejandro Martínez   |
| Objetivo 6 | Pedro Oliviero Guerrero "Cuchillo"                      | Juan Manuel Lenis    |
| Objetivo 7 | Jorge Briceño Suárez "El Mono Jojoy"                    | Juan Pablo Franco    |

## Personajes principales
- Ignacio Saravia – Salvador del Solar Es la cabeza de la Policía de Inteligencia y creador del Comando Élite. Es el único capacitado para controlar el complicado engranaje de información suministrada por los analistas, agentes encubiertos de inteligencia e informantes. Es sagaz y con un olfato privilegiado para descifrar y anticiparse a la mente criminal. Un estratega capaz de sacrificar todo por hacer respetar la justicia y mantener la seguridad nacional. Apasionado de los tangos. De mentalidad conservadora y tradicional, su familia y su matrimonio son sagrados. Sin embargo, ambos se le empiezan a salir de las manos cuando su hijo Santiago muere por un atentado terrorista en la Universidad Militar, el día en que estaba a punto de recibir el grado de oficial del ejército. Saravia, más que nunca, se obsesiona con combatir el terrorismo para que nadie más tenga que atravesar por lo que él vive.

- Sara Restrepo – Diana Hoyos A Sara le aburre la vida convencional. No jugó con muñecas, jamás quiso casarse, no conoce una cocina y detesta chismosear. Es extremadamente sexy pero no le interesa cuidar su apariencia física. Sin embargo, tiene una cicatriz que aunque no se nota a simple vista, la llena de inseguridad. Le encanta la sensación de peligro que le produce infiltrarse en las entrañas de las más peligrosas organizaciones para atrapar criminales. Es una de las más respetadas agentes encubiertas. Sabe perfectamente cómo mantener el más bajo perfil o aprovechar sus encantos físicos según le convenga y encuentra con facilidad las falencias psicológicas de sus adversarios, pues intuye sus estructuras mentales y sabe cómo aproximarse para obtener la información que necesita. Lucha por ser independiente y ama su trabajo. Ganó su reputación a pulso y mostrando resultados impecables. Sara puede pasar en cuestión de segundos de ser una mansa paloma a una convertirse en una tigresa furiosa.

- David Aguirre – Claudio Cataño El capitán David Aguirre es agente secreto de inteligencia. Su función es infiltrarse encubierto en medio de las bandas criminales usando una asombrosa capacidad camaleónica Aguirre es capaz de dar su propia vida con tal de atrapar a sus objetivos. Es un idealista convencido de que puede haber un país mejor donde se respeten los derechos humanos y para lograrlo está dispuesto a todo sin desfallecer. Aguirre es irreverente, arriesgado, versátil y se adapta a cualquier entorno. Prefiere los peces grandes y los casos complicados, pues le mueven la adrenalina al límite. Su talón de Aquiles son las mujeres. Le gustan todas. Su personalidad encantadora y la seguridad en sí mismo, lo hacen, sin que tenga que hacer ningún esfuerzo, irresistible a las mujeres.

- Carolina Arciniegas – Carolina Acevedo Estudia las mentes de los criminales y da tratamiento psicológico a los policías del Comando Élite. Es hiperracional y pareciera que tiene siempre todo bajo control, pero, en realidad, es más sensible de lo que aparenta. Estudió Psicología en una universidad prestigiosa de Bogotá, hizo una maestría en Psicología Policial y Psicología Criminal en el exterior entre otros cursos y especializaciones. Es una apasionada del comportamiento humano y se sumerge en las profundidades de las complicadas mentes de los criminales. También es la encargada de tratar a los agentes encubiertos antes y después de la misiones.

- Mariela Ramírez – Julieth Restrepo La Subteniente Mariela Ramírez ingresa al comando el mismo día en que empieza la operación contra Martín Sombra. Es la asistente del Capitán Luis Carlos Torres en la Unidad de Análisis de la Policía de Inteligencia. Es una persona muy sincera. Viene de una familia de origen humilde pero se abre campo dentro de la policía a punta de dedicación y talento. Es rápida e intuitiva y encuentra pistas casi imposibles de encontrar para los otros analistas. Gracias a su desempeño se gana la confianza del Coronel Saravia y la envidia de su jefe directo, el Capitán Luis Carlos Torres. Esta envidia se irá transformando en un sentimiento de atracción mutua. Saravia la nombra Jefe de analistas junto a Luis Carlos, quien tendrá que aprender a compartir su cargo conj la “nueva”.

- Luis Carlos Torres – Juan Sebastian Aragón Es el modelo prototipo del analista estrella. Tiene una memoria prodigiosa y es muy meticuloso. Conoce a la perfección el historial de archivos y bases datos de la Unidad de Inteligencia. Es capaz de especificar fechas, nombres, lugares, coordenadas y eventos con asombrosa exactitud. Es conservador, un tanto elitista y se siente superior a los policías de uniforme a quienes considera un tanto “comunes” y toscos. Ante los ojos la sociedad está felizmente casado con Ximena, su novia de toda la vida y médica de la policía, pero, en realidad, su vida es una farsa: Torres ya no ama a Ximena; ella todavía no lo sabe.

## Premios y nominaciones

### Premios India Catalina
| Edición                                        | Categoría                                     | Nominado(s)                                                                              | Resultado | Ref.        |
| ---------------------------------------------- | --------------------------------------------- | ---------------------------------------------------------------------------------------- | --------- | ----------- |
| XXX Premios India Catalina 15 de marzo de 2014 | Mejor serie                                   | Mejor serie                                                                              | Nominada  | [ 2 ] [ 3 ] |
| XXX Premios India Catalina 15 de marzo de 2014 | Mejor actor protagónico serie                 | Salvador del Solar                                                                       | Nominado  | [ 2 ] [ 3 ] |
| XXX Premios India Catalina 15 de marzo de 2014 | Mejor actriz de reparto de telenovela o serie | Julieth Restrepo                                                                         | Nominada  | [ 2 ] [ 3 ] |
| XXX Premios India Catalina 15 de marzo de 2014 | Mejor actor antagónico de telenovela o serie  | Luis Velasco                                                                             | Nominado  | [ 2 ] [ 3 ] |
| XXX Premios India Catalina 15 de marzo de 2014 | Mejor director de serie                       | Jorge Alí Triana y Rodrigo Triana                                                        | Nominados | [ 2 ] [ 3 ] |
| XXX Premios India Catalina 15 de marzo de 2014 | Mejor historia y libreto original de serie    | Fabio Rubiano, Jorge Alí Triana, Leopoldo Vanegas, Pedro Miguel Rosso y Verónica Triana. | Ganadores | [ 2 ] [ 3 ] |
| XXX Premios India Catalina 15 de marzo de 2014 | Mejor banda sonora de telenovela o serie      | Alejandro Ramírez Rojas, interpretado por la Orquesta Sinfónica Nacional de Colombia.    | Nominado  | [ 2 ] [ 3 ] |
| XXX Premios India Catalina 15 de marzo de 2014 | Mejor fotografía de serie                     | Raúl Granada y Andrés Gutiérrez.                                                         | Nominado  | [ 2 ] [ 3 ] |
| XXX Premios India Catalina 15 de marzo de 2014 | Mejor arte de serie                           | Angélica Perea.                                                                          | Nominada  | [ 2 ] [ 3 ] |
| XXX Premios India Catalina 15 de marzo de 2014 | Mejor edición de serie                        | Gabriel González.                                                                        | Ganador   | [ 2 ] [ 3 ] |

### Premios TVyNovelas
| Categoría                                  | Nominado(s)                                                            | Resultado | Ref. |
| ------------------------------------------ | ---------------------------------------------------------------------- | --------- | ---- |
| Anexo:Mejor Serie                          | Comando élite                                                          | Nominada  |      |
| Anexo:Mejor Actriz De Reparto De Serie     | Julieth Restrepo                                                       | Ganadora  |      |
| Anexo:Mejor Actor De Reparto De sERIE      | Roberto Cano                                                           | Ganador   |      |
| Anexo:Mejor Director De Telenovela O Serie | Jorge Alí Triana y Rodrigo Triana                                      | Nominados |      |
| Anexo:o libretista de telenovela o serie   | Fabio Rubiano, Leopoldo Vanegas, Pedro Miguel Rosso y Verónica Triana. | Nominados |      |

## Ficha técnica
- GÉNERO: Acción / Ficción histórica
- DURACIÓN: 80 capítulos de 60 minutos.
- ESTADO: Emisión por Mundo Fox (junio de 2013) y RCN Televisión (septiembre de 2013)
- DIRECCIÓN: Jorge Alí Triana y Rodrigo Triana.
- GUIÓN: Verónica Triana, Pedro Miguel Rozo, Leopoldo Vanegas, Fabio Rubiano y Cecilia Percy.
- FOTO FIJA: Miguel Ángel Cárdenas.
- PRODUCCIÓN: Dramax.